# Edinger-Westphal-Kern
Der Nucleus accessorius nervi oculomotorii oder Edinger-Westphal-Kern beziehungsweise Jakubowitsch-Kern ist das Ursprungskerngebiet der parasympathischen Nervenfasern des dritten Hirnnervs (Nervus oculomotorius) im Mittelhirn. Über dieses Kerngebiet wird der Pupillenlichtreflex und damit die Adaptation des Auges an rasche Helligkeitsschwankungen der Umgebung vermittelt.
Afferenzen erhält der Kern vorwiegend über den Sehnerv und den Tractus opticus von retinalen Ganglienzellen, deren Nervenfasern nicht über das Corpus geniculatum laterale, sondern direkt in den Epithalamus projizieren. Hier werden sie in der Area pretectalis auf Interneurone umgeschaltet, deren Axone dann zum gleichseitigen und zum gegenseitigen Edinger-Westphal-Kern ziehen. Von hier gehen Efferenzen aus, die über das Ganglion ciliare verlaufen und den Pupillenverenger sowie den Ziliarmuskel erregen.
Ein Ausfall des Edinger-Westphal-Kerns zeigt sich in einer Weitstellung der Pupille (Mydriasis) durch Übergewicht des Sympathikus, also des Musculus dilatator pupillae, sowie der Unfähigkeit zur Nahakkomodation (durch Lähmung des Ziliarmuskels). Dies führt zu einer Licht-Überempfindlichkeit und zur Unfähigkeit, nahe Objekte scharf zu sehen.